# North Gate (Californie)
Pour les articles homonymes, voir Northgate.
North Gate est une census-designated place du comté de Contra Costa, dans l'État de Californie, aux États-Unis,. En 2020, elle compte une population de 667 habitants.